# Montclar-de-Comminges
Montclar-de-Comminges är en kommun i departementet Haute-Garonne i regionen Occitanien i södra Frankrike. Kommunen ligger i kantonen Cazères som tillhör arrondissementet Muret. År 2022 hade Montclar-de-Comminges 75 invånare.

## Befolkningsutveckling
Antalet invånare i kommunen Montclar-de-Comminges
Referens:INSEE